# Liste der Kulturgüter in Geroldswil
Die Liste der Kulturgüter in Geroldswil enthält alle Objekte in der Gemeinde Geroldswil im Kanton Zürich, die gemäss der Haager Konvention zum Schutz von Kulturgut bei bewaffneten Konflikten, dem Bundesgesetz vom 20. Juni 2014 über den Schutz der Kulturgüter bei bewaffneten Konflikten sowie der Verordnung vom 29. Oktober 2014 über den Schutz der Kulturgüter bei bewaffneten Konflikten unter Schutz stehen.
Es sind weder Objekte der Kategorie A, noch Objekte der Kategorie B im Gemeindegebiet ausgewiesen, Objekte der Kategorie C fehlen zurzeit (Stand: 1. Januar 2022). Unter übrige Baudenkmäler sind weitere geschützte Objekte zu finden, die im Verzeichnis der Objekte von überkommunaler Bedeutung der kantonalen Denkmalpflege zu finden und nicht bereits in der Liste der Kulturgüter enthalten sind.

## Übrige Baudenkmäler
| ID       | Foto |                                                                           | Objekt                          | Kat.   | Typ | Standort                             | Beschreibung |
| -------- | ---- | ------------------------------------------------------------------------- | ------------------------------- | ------ | --- | ------------------------------------ | ------------ |
| 24400154 | ja   | Datei hochladen                                                           | Gemeindehaus                    | B reg. | G   | Huebwiesenstrasse 34 673308 / 252811 |              |
| 24400155 | ja   | Datei hochladen                                                           | Dorfplatz und Tiefgarage        | B reg. | G   | Huebwiesen 673309 / 252845           |              |
| 24400156 | ja   | Datei hochladen                                                           | Postgebäude                     | B reg. | G   | Poststrasse 5a 673352 / 252865       |              |
| 24400157 | ja   | Datei hochladen · Wikidata zu Katholische Kirche St. Johannes (Q19309369) | Katholische Kirche St. Johannes | B reg. | G   | Poststrasse 5b 673337 / 252870       |              |
| 24400158 | ja   | Datei hochladen                                                           | Reformierte Kirche              | B reg. | G   | Poststrasse 7b 673284 / 252881       |              |
| 24400162 | ja   | Datei hochladen                                                           | Hotel mit Gewerbe               | B reg. | G   | Huebwiesenstrasse 36 673260 / 252849 |              |
| 24400250 | ja   | Datei hochladen                                                           | Wohn- und Geschäftshaus         | B reg. | G   | Poststrasse 1, 3, 5 673345 / 252826  |              |
| 24401057 |      | Datei hochladen                                                           | Mehrfamilienhäuser              | B reg. | G   | Poststrasse 673268 / 252901          |              |

Hinweise zur Legende in dieser Liste:
- Anstelle der KGS-Nummer wird als Objekt-Identifikator (ID) die Inventarnummer im Verzeichnis der Objekte von überkommunaler Bedeutung des kantonalen Denkmalschutzamtes verwendet.
- Bei den Kategorien wird wie folgt unterschieden: B kant. = Objekt von kantonaler Bedeutung (Kanton Zürich); B reg. = Objekt von regionaler Bedeutung (Kanton Zürich)